# Kaleb Jiménez
Kaleb Joel Jiménez Castillo (Milán, Italia; 18 de octubre de 2002) es un futbolista español nacido en Italia. Juega de centrocampista y su equipo actual es el Catania de la Serie C.

## Trayectoria
Formado en las inferiores del Seregno, Jiménez fue promovido al primer equipo de la Serie D en 2020, jugando sus primeros encuentros como sénior. Formó parte del equipo que ganó el ascenso a la Serie C en la temporada 2020-21. Sus actuaciones llamaron la atención de la Salernitana de la Serie A, club que fichó al jugador e inmediatamente lo cedió de regreso al Seregno.
El 19 de julio de 2022, fue cedido al LR Vicenza por dos temporadas con opción de compra.
El 1 de febrero de 2024, firma por el Atalanta B. C. Sub-23 de la Serie C, cedido por la Salernitana.
El 28 de agosto de 2024, firma por el Catania por dos temporadas

## Estadísticas
Actualizado al último partido disputado el 4 de diciembre de 2022
| Club                           | Div.          | Temporada       | Liga  | Liga  | Copas nacionales | Copas nacionales | Copas internacionales | Copas internacionales | Total | Total |
| Club                           | Div.          | Temporada       | Part. | Goles | Part.            | Goles            | Part.                 | Goles                 | Part. | Goles |
| ------------------------------ | ------------- | --------------- | ----- | ----- | ---------------- | ---------------- | --------------------- | --------------------- | ----- | ----- |
| Seregno · Italia               | 4.ª           | 2019-20         | 2     | 0     | —                | —                | —                     | —                     | 2     | 0     |
| Seregno · Italia               | 4.ª           | 2020-21         | 17    | 1     | —                | —                | —                     | —                     | 17    | 1     |
| Seregno · Italia               | 3.ª           | 2021-22         | 30    | 2     | —                | —                | —                     | —                     | 30    | 2     |
| Seregno · Italia               | Total club    | Total club      | 49    | 3     | 0                | 0                | 0                     | 0                     | 49    | 3     |
| LR Vicenza · Italia            | 3.ª           | 2022-23         | 12    | 1     | 0                | 0                | —                     | —                     | 12    | 1     |
| LR Vicenza · Italia            | Total club    | Total club      | 12    | 1     | 0                | 0                | 0                     | 0                     | 12    | 1     |
| Atalanta B. C. Sub 23 · Italia | 3.ª           | 2024-actualidad | 0     | 0     | 0                | 0                | —                     | —                     | 0     | 0     |
| Atalanta B. C. Sub 23 · Italia | Total club    | Total club      | 0     | 0     | 0                | 0                | 0                     | 0                     | 0     | 0     |
| Total carrera                  | Total carrera | Total carrera   | 61    | 4     | 0                | 0                | 0                     | 0                     | 61    | 4     |

## Vida personal
Nacido en Italia, Jiménez es de origen español por parte de sus padres.
Por ende, Kaleb tiene posibilidades de representar a su país natal Italia, o a España debido a su ascendencia.